# Xerox Daybreak
Xerox Daybreak (ゼロックス・デイブレイク) (Xerox 6085 PCS、Xerox 1186ともいう) は、1985年から1989年までゼロックスが販売していたワークステーション・コンピュータである。

## 概観

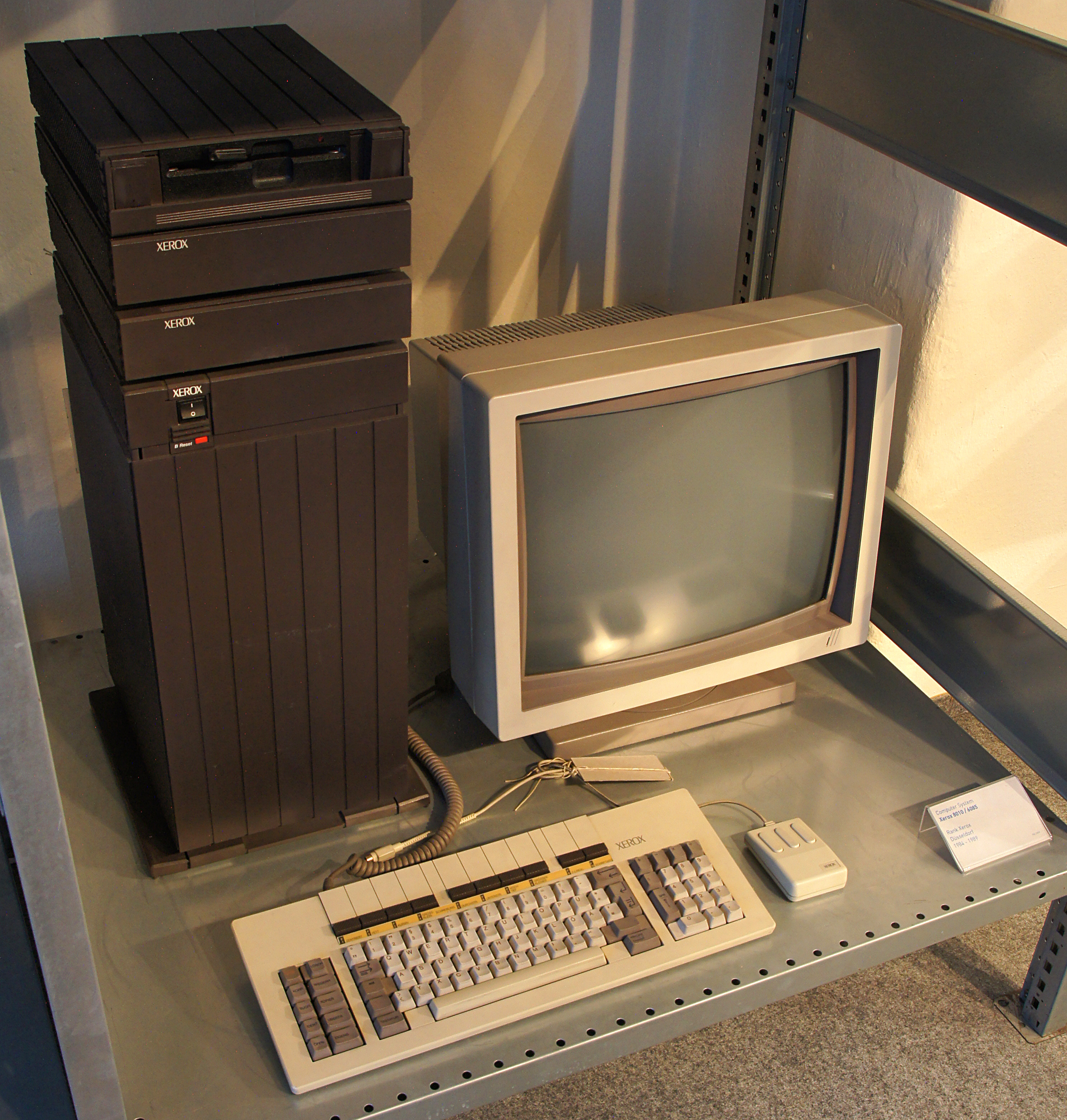
ゼロックス8010/6085 (デュッセルドルフにて. 1984-1989)

DaybreakはViewPoint(後のGlobalView) のGUIを実行し、ゼロックス社ではSunやPCに取って代わられるまで広く使われていた。 当時の時代を先取りしていたが、商業的には決して大きな成功を収めることはなかった。 独自なクローズドアーキテクチャとゼロックス社がMesa開発環境を一般向けにリリースすることに消極的だったため、サードパーティによる開発は一切行われなかった。
完全構成された6085には、80MBのハードディスク、3.7MBのRAM、5¼インチのフロッピーディスクドライブ、イーサネットコントローラー、80186 CPUを搭載したPCエミュレーターカードが付属している。 基本システムには、1.1MBのRAMと10MBのハードディスクが搭載されている。
Daybreakは、D*シリーズ(ディースターと発音)の最後の機械で、少なくとも一部の機械は、 バトラー・ランプソンが設計した「ワイルドフラワー(Wildflower)」と呼ばれる命令セットアーキテクチャを共有していた。 このシリーズの機械は、順にDolphin、Dorado、Dicentra、Dandelion、Dandetiger、Daybreak、Daisy(生産されなかった)、そして「ハイエンド印刷システムに使用されるマルチ・プロセッサ・システム」である。 
DaybreakはLispマシンとして構成された場合、ゼロックス1186ワークステーションとして販売された。 Viewpointシステム (元々はゼロックスStarのために開発されたStarソフトウェアをベースにした)を実行するオフィス・ワークステーションとして販売された場合、ゼロックス6085 PCS(Professional Computer System)またはViewpoint 6085 PCS(Professional Computer System)として販売された。